# Franz Gottschalk
Franz "Hellboss" Gottschalk er en dansk guitarist og bassist. Han har været med i følgende heavy metalbands Hypodermic, Dominus, Volbeat og Illdisposed.

## Karriere
Gottschalk er også kendt under kælenavnet "Hellboss". Han var medlem af bandet Hypodermic, som han indspillede albummet In Between. Da Hypodermic gik i opløsning dannede han dødsmetal-bandet Deadly Sins med vennen Lars B. (Koldborn), Rasmus, Huhle og Brian Jensen.
I slutningen af 1990'erne kom han med i bandet Dominus, hvor han spillede bas på deres sidste album Godfallas i 2000. Året efter Domunis gik i opløsning og forsangeren Michael Poulsen dannede Volbeat. Gottschalk kom med i Volbeat i 2003, hvor han erstattede den oprindelige guitarist Teddy Vang der forlod bandet efter den anden demo, Beat the Meat. Gottschalk spillede med på de første to af Volbeats albums; The Strength / The Sound / The Songs (2005) og Rock The Rebel / Metal The Devil (2007). Da indspilningen af det andet album blev Gottschalk dog fyret. Ifølge annoncereingen på Volbeats officielle hjemmeside skete det "pga. forskellige personlighed og arbejdsmetoder bag scenen". Han blev erstattet Thomas Bredahl.
Gottschalk kom herefter med Illdisposed, hvor han erstattede Martin Thim. Hans debutalbum med Illdisposed var The Prestige, og han var med i bandet frem til 2011.

## Diskografi

### Med Hypodermic
- In Between

### Med Dominus
- 2000 Godfallas

### Med Volbeat
- 2005 The Strength / The Sound / The Songs
- 2008 Rock The Rebel / Metal The Devil

### Med Illdisposed
- 2008 The Prestige
- 2009 To Those Who Walk Behind Us